# Parthenos sylvia
Parthenos sylvia es una especie  de lepidóptero ditrisio  de la familia Nymphalidae propia del sur y sureste de Asia. Se la encuentra sobre todo en áreas boscosas. Esta mariposa es rápida y suele volar moviendo sus alas rígidamente entre la horizontal y algunos grados debajo de ella.

## Distribución
India (Ghats Occidentales, Assam), Birmania, Sri Lanka, Sureste Asiático (Malasia, Filipinas, Nueva Guinea).

## Características
La larva es cilíndrica de color verde pálido con rayas amarillo blancuzcas a los lados. La cabeza y el segmento anal provisto de espinas cortas y simples. Los segmentos tercero al décimo con espinas largas y ramificadas de color rojo oscuro. Las espinas en el anillo 3 y 4 son más largas. La pupa es color café y tiene forma de bote.

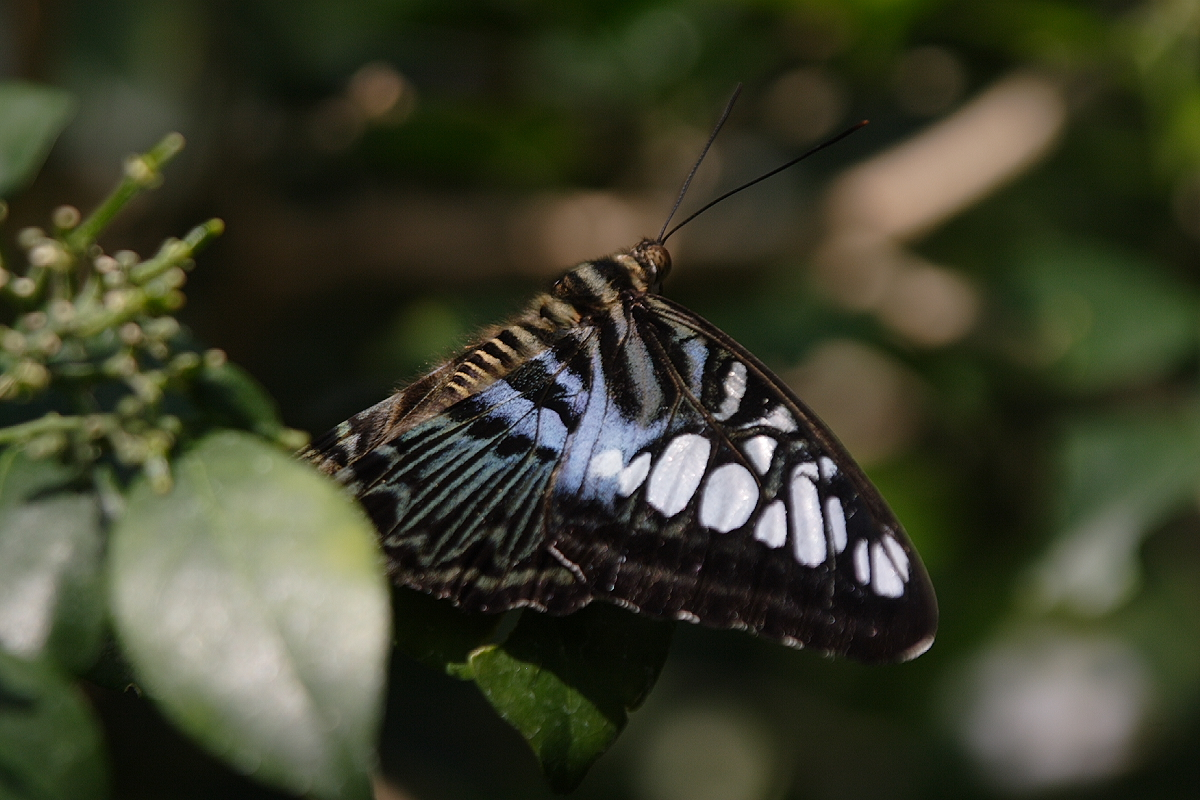
Raza lilacinus
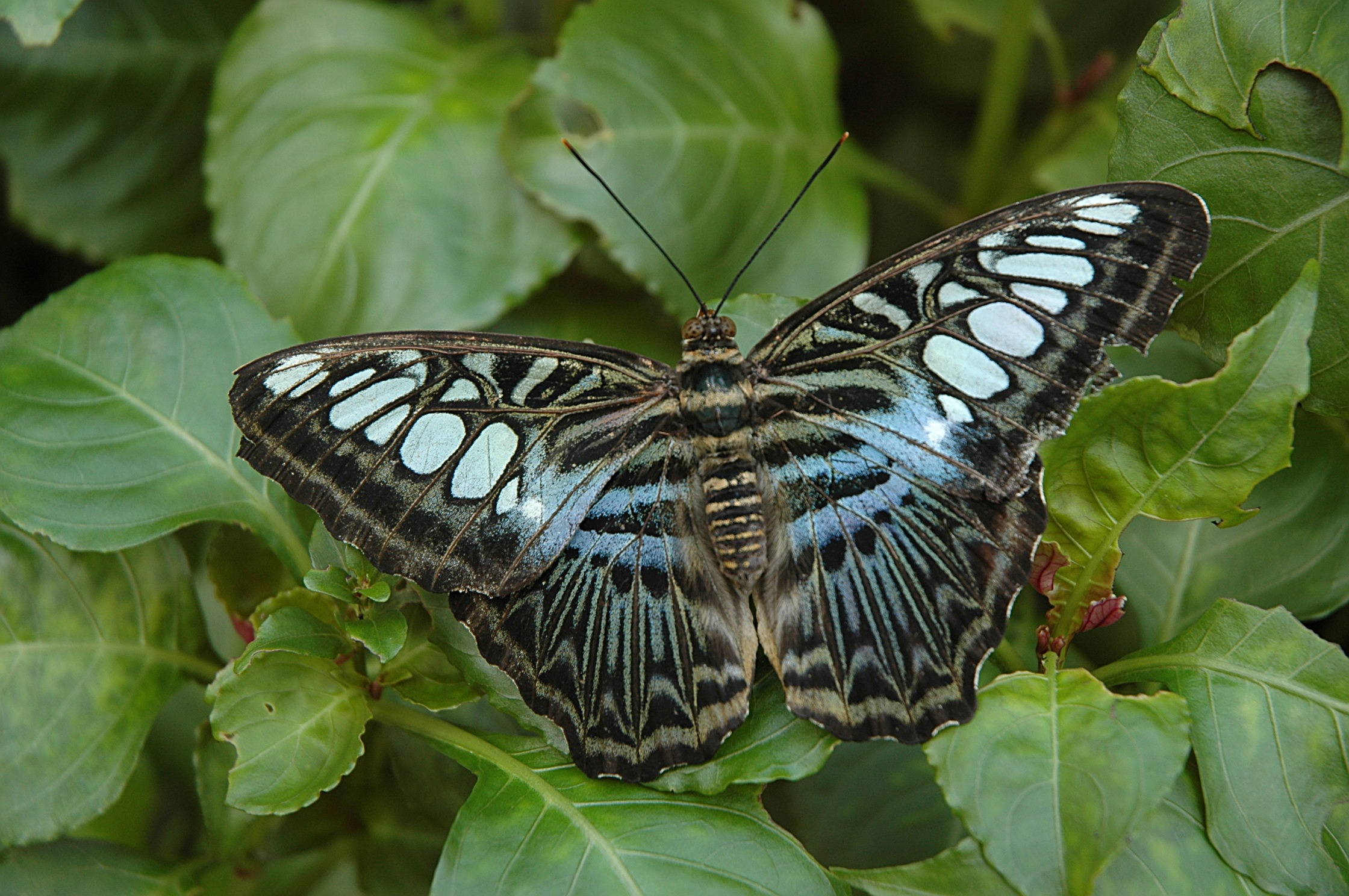
Raza lilacinus
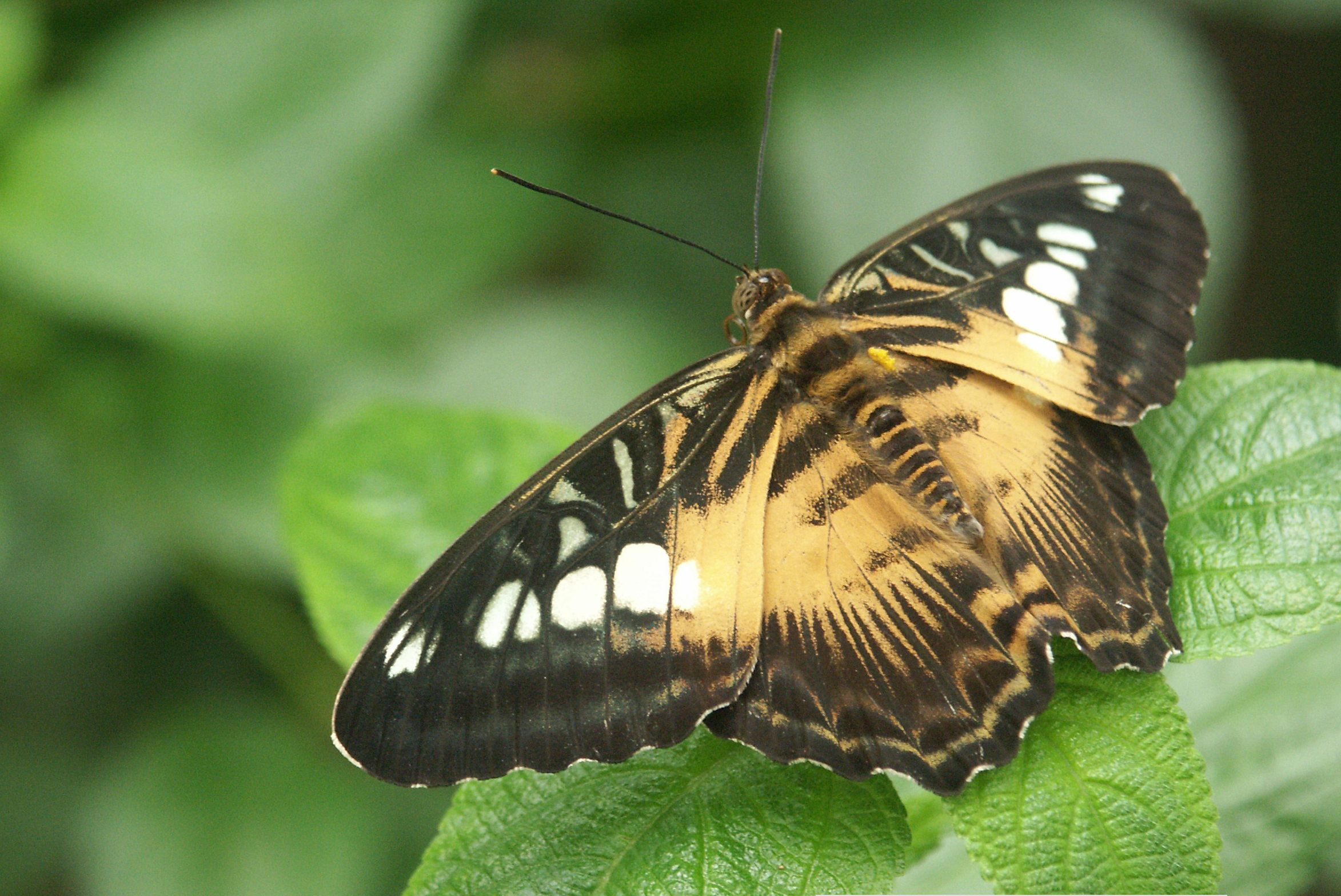
Raza philippensis
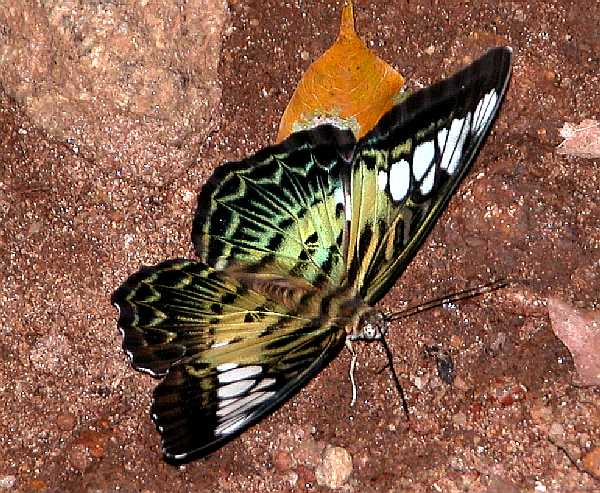
de WLS, Kerala, India